# Limnas
Limnas es un género de plantas herbáceas de la familia de las poáceas. Es originario del Asia central al norte de Siberia.

## Taxonomía
El género fue descrito por Carl Bernhard von Trinius y publicado en Fundamenta Agrostographiae 116, t. 6. 1820[Jan]. La especie tipo es: Limnas stelleri

## Especies
- Limnas malyschevii
- Limnas stelleri
- Limnas veresczagini